# Siega verde
Siega verde (en catalán: Verd madur) es una película española de 1961 dirigida por Rafael Gil. Está basada en la novela homónima de Josep Virós i Moyés y fue rodada en los paisajes naturales de los Pirineos catalanes. Se hizo una versión en catalán que no fue estrenada hasta el 27 de mayo de 1968.

## Argumento
En un pueblo de los Pirineos catalanes hay dos familias centenarias, los ricos de clan Pujalt y los pobres del clan Xanot. La hija de esta última familia, Xana, es atacada por el vagabundo Met, pero la salva el heredero Enric Pujalt. Enric y Xana se enamoran apasionadamente y ella queda embarazada, pero ella se marcha del pueblo para no complicar la vida al novio. Sin embargo, él se enfrenta a la situación por su amor.

## Reparto
- Marta Angelat
- Rafael Bardem - Vicari.
- José María Caffarel - Dr. Ferran.
- María de los Ángeles Hortelano
- Luis Induni - Xanot
- Carlos Larrañaga - Enric Pujalt.
- Rafael López Somoza
- Guillermo Marín
- Matilde Muñoz Sampedro - Tía Caterina.
- Luz Márquez - Pilar.
- Consuelo de Nieva
- Elvira Quintillá
- Pepe Rubio - Manuel (como José Rubio).
- Jeanne Valérie - Xana.

## Premios
Medallas del Círculo de Escritores Cinematográficos
| Año  | Categoría    | Nominado            | Resultado | Ref.  |
| ---- | ------------ | ------------------- | --------- | ----- |
| 1961 | Mejor música | Xavier Montsalvatge | Ganador   | [ 5 ] |

## Lectura adicional
- Maluquer i Sostres, Joaquim (1961). «Siega verde, de Rafael Gil. Valle de Arán». El Ciervo: revista mensual de pensamiento y cultura (93): 14. ISSN 0045-6896.